# Ulyxis Rupes
L'Ulyxis Rupes è una struttura geologica della superficie di Marte.